# Luca Zingaretti
Luca Zingaretti född 11 november 1961 i Rom, Italien, är en skådespelare som främst är känd för rollen som Kommissarie Montalbano i TV-serien med samma namn. 

## Filmografi (i urval)
- 1993 - Abissinia
- 1999 - Jesus
- 1999-2012 - Kommissarie Montalbano (TV-serie)
- 2002 - Giorgio Perlasca - Perlasca. Un eroe italiano
- 2010 – Noi credevamo